# Antti Kuismala
Antti Kuismala (Mikkeli, 20 gennaio 1976) è un ex calciatore finlandese, di ruolo portiere.

## Carriera

### Club
Kuismala vestì le maglie di MP, Jazz, Mikkeli, Tampere United, Jaro, Tromsø, SJK, Mariehamn, MP e MyPa.